# Straightener
Straightener (stylisé en STRAIGHTENER) est un groupe de rock japonais (J-rock) composé de 4 membres. Le groupe s'est formé par la rencontre entre Atsushi Horie (voix/guitare/piano) et Shinpei Nakayama (batterie) en 1998. C'est en 2003 que Hidekazu Hinata (basse) rejoint le groupe, lui donnant un son plus heavy.

## Membres
- Atsushi Horie: voix, guitare, piano
Également chanteur et guitariste du groupe Fullarmor.
- Shinpei Nakayama: batterie
Également batteur du groupe The Predators.
- Hidekazu Hinata: basse
Ancien bassiste du groupe Art-School et Zazen boys, il est également le bassiste du groupe Fullarmor et Nothing's Carved in Stone.
- Jun Oyama: guitare
Ancien membre du groupe  Art-School .

## Historique
Leur toute première sortie, le single Senshi no shikabane no March, s’est immédiatement imposée dans le domaine du punk rock. Et même ainsi, leur premier album Straighten It Up prit les fans de punk par surprise. Ce succès leur permit de rejoindre leurs camarades Asian Kung-Fu Generation et Ellegarden au Nano-Mugen Music Festival, un événement annuel destiné à promouvoir le rock à travers le pays.
Août 2002 marque la naissance de leur propre label, Ghost Records. C'est sur cette structure qu'ils sortirent leur premier maxi, Silver Record, qui s’est très bien vendu. Un an plus tard, ils devinrent un groupe major grâce à un contrat avec EMI/Capitol.
En 2004, Shinpei Nakayama rencontre Jiro du groupe Glay et se joignit à son side-project intitulé The Predators, dans la composition duquel apparaît aussi le nom de Sawao Yamanaka du groupe The Pillows. La formation de ce groupe fut officiellement annoncée dans les journaux et à la radio le 14 mai 2004. Leur premier mini-album, HUNTING sortit le 6 juillet 2005 et se classa immédiatement à la cinquième place dans les charts Oricon. The Predators restait toujours un side-project, et malgré le succès qu’il rencontrait, Shinpei Nakayama n'avait pas l'intention de quitter le groupe.
L'album Dear Deadman est sorti le 8 mars 2006. Cet album n’a eu que de bons retours de la part des critiques et comme toutes leurs précédentes sorties, a confirmé leur place prépondérante au sein de l’industrie musicale japonaise.
Au premier trimestre 2007 sortent deux singles qui annoncent le dernier album en date de Straightener appelé Linear prévu pour le 7 mars 2007. On retrouve six day wonder, une ballade à piano, ainsi que train, une chanson plus rythmée. Dans sa globalité linear est un album plus doux à l'image de Clarity, Rest, lives, march. On note également la présence de plus en plus de samples comme l'avait déjà initié Dear Deadman.
Atsushi Horie et Hidekazu Hinata sembleraient maintenant se consacrer à leurs second projet Fullarmor, Hinata étant en outre le bassiste de Nothing's Carved in Stone depuis 2009.

## Discographie

### Albums
- STRAIGHTEN IT UP (2000)
- ERROR (2001)
- SKELETONIZED (2002)
- LOST WORLD'S ANTHOLOGY (2004)
- ROCK END ROLL (2004)
- TITLE (2005)
- STRAIGHTENER Early Years (2005)
- Dear Deadman (2006)
- LINEAR (リニア) (2007)
- Immortal (2007)
- Nexus (2009)
- Creatures (2010)
- STOUT (2011)
- STRAIGHTENER (2011)
- SOFT (2012)

### Singles et EP
- March of the Corpse Soldier (戦士の屍のマーチ) (2000)
- ANOTHER DIMENSIONAL (2000)
- SILVER RECORD (2002)
- Silent Film Soundtrack (2003)
- TRAVELING GARGOYLE (2003)
- TENDER (2004)
- KILLER TUNE/PLAY THE STAR GUITAR (2004)
- THE REMAINS (2005)
- Melodic Storm (2006)
- BERSERKER TUNE (2006)
- SIX DAY WONDER (2007)
- TRAIN (2007)
- Little Miss Weekend (2008)
- Lightning (2009)
- Clone/Donkey Boogie Dodo (2009)
- Man-Like Creatures (2010)
- VANDALISM/SILLY PARADE (2011)
- YOU and I/Hitsuji no Mure wa Oka wo Noboru (2011)

### DVD
- BLACK STAR LUSTER (2005)
- EMOTION PICTURE SOUNDTRACK (2006)
- Remember Our Drinking Songs -Hello Dear Deadman Tour 2006 (2006)
- Linear Motor City (2007)
- Emotion Picture Soundtrack 2  (2009)
- NEXUS TOUR FINAL  (2009)
- The Parade of Creatures  (2010)